# Mlýny
Mlýny (en allemand : Mühlen) est une commune du district de Tábor, dans la région de Bohême-du-Sud, en République tchèque. Sa population s'élevait à 131 habitants en 2020.

## Géographie
Mlýny se trouve à 17 km au sud-est de Tábor, à 50 km au nord-est de České Budějovice et à 89 km au sud-sud-est de Prague.
La commune est limitée par Chrbonín et Vlčeves au nord, par Hojovice à l'est, par Psárov au sud et par Choustník et Krtov à l'ouest.

## Histoire
La première mention écrite du village date de 1379.